# 2012-es Milánó–Sanremo-kerékpárverseny
A 2012-es Milánó–Sanremo-kerékpárverseny  a 103. volt 1907 óta. 2012. március 17-én rendezték meg. A 2012-es UCI World Tour része. Az ausztrál Simon Gerrans győzött, Fabian Cancellarát és Vincenzo Nibalit lehajrázva.

## Csapatok
A 18 World Tour csapaton kívül 7 csapat kapott szabadkártyát, így alakult ki a 25 csapatos mezőny.
UCI World Tour csapatok:
 AG2R La Mondiale ·   Astana ·   Movistar ·   Euskaltel–Euskadi ·   FDJ–BigMat ·   Team Garmin–Barracuda ·   Lampre–ISD ·   Liquigas–Cannondale ·   Lotto–Belisol Team ·   Omega Pharma–Quickstep ·   Rabobank ·   Katyusa ·   GreenEDGE Cycling Team ·   Team Saxo Bank ·   Sky Procycling ·  Vacansoleil–DCM ·  RadioShack–Nissan–Trek ·  BMC Racing Team · 
Profi kontinentális csapatok:
 Acqua & Sapone •   Colnago–CSF Inox ·   Colombia-Coldeportes ·   Farnese Vini–Selle Italia •   Project 1T4I  •   Team Type 1–Sanofi  •   Utensilnord–Named

## Végeredmény
|    | Versenyző               | Csapat                    | Idő                 | World Tour pontok |
| -- | ----------------------- | ------------------------- | ------------------- | ----------------- |
| 1  | Simon Gerrans (AUS)     | GreenEDGE Cycling Team    | 6:59:24             | 100               |
| 2  | Fabian Cancellara (SUI) | RadioShack–Nissan–Trek    | 6:59:24 (+00:00:00) | 80                |
| 3  | Vincenzo Nibali (ITA)   | Liquigas–Cannondale       | 6:59:24 (+00:00:00) | 70                |
| 4  | Peter Sagan (SVK)       | Liquigas–Cannondale       | 6:59:26 (+00:00:02) | 60                |
| 5  | John Degenkolb (GER)    | Project 1T4I              | 6:59:26 (+00:00:02) | 50*               |
| 6  | Filippo Pozzatto (ITA)  | Farnese Vini–Selle Italia | 6:59:26 (+00:00:02) | 40*               |
| 7  | Óscar Freire (ESP)      | Katyusa                   | 6:59:26 (+00:00:02) | 30                |
| 8  | Alessandro Ballan (ITA) | BMC Racing Team           | 6:59:26 (+00:00:02) | 20                |
| 9  | Daniel Oss (ITA)        | Liquigas–Cannondale       | 6:59:26 (+00:00:02) | 10                |
| 10 | Daniele Bennatti (ITA)  | RadioShack–Nissan–Trek    | 6:59:26 (+00:00:02) | 4                 |